# Campeonato Mundial de Biatlón de 1970
El X Campeonato Mundial de Biatlón se celebró en la localidad de Östersund (Suecia) en 1970 bajo la organización de la Unión Internacional de Biatlón (IBU) y la Federación Sueca de Biatlón. 

## Resultados

### Masculino
| Evento             | Oro                                                               | Plata                                                                          | Bronce                                                         |
| ------------------ | ----------------------------------------------------------------- | ------------------------------------------------------------------------------ | -------------------------------------------------------------- |
| 20 km individual   | Alexandr Tijonov URSS                                             | Tor Svendsberget · Noruega ·                                                   | Viktor Mamatov URSS                                            |
| Relevos 4 × 7,5 km | URSS Alexandr Tijonov Viktor Mamatov Rinat Safin Alexandr Ushakov | Noruega · Tor Svendsberget · Ragnar Tveiten · Magnar Solberg · Esten Gjelten · | RDA Hans-Gert Jahn Hansjörg Knauthe Dieter Speer Horst Koschka |

## Medallero
| Núm. | País    | Oro | Plata | Bronce | Total |
| ---- | ------- | --- | ----- | ------ | ----- |
| 1    | URSS    | 2   | 0     | 1      | 3     |
| 2    | Noruega | 0   | 2     | 0      | 2     |
| 3    | RDA     | 0   | 0     | 1      | 1     |
|      | TOTAL   | 2   | 2     | 2      | 6     |